# Euphyia psyra
Euphyia psyra là một loài bướm đêm trong họ Geometridae.